# Victor Février
Victor Février, né le 21 octobre 1823 à Grenoble (France) et mort le 25 décembre 1908 dans la même ville, est un général français, grand-croix de la Légion d'honneur et médaillé militaire.
Il est Grand chancelier de la Légion d'honneur de 1889 à 1895 et membre du Conseil supérieur de la guerre.

## Biographie
Il entre à l'École de Saint-Cyr en 1841.
Il participe à la guerre de Crimée (1853 - 1856), la campagne d'Italie (1859) et à la guerre franco-prussienne de 1870.
Il est le colonel du 77e régiment d'infanterie pendant la guerre de 1870, puis, promu général, il  commande successivement la 25e division d'infanterie en 1881, le 15e Corps d'armée en 1882 puis le 6e Corps d'armée, en remplacement du général Alfred Chanzy, de 1883 à 1888.
Le 26 mars 1888, il préside le conseil d'enquête sur Georges Boulanger et après délibération, sans utiliser un dossier secret des preuves de ses actions politiques illégales, le condamne à la radiation de l'armée pour fautes graves et à la mise à la retraite d'office.
Candidat conservateur à l'élection présidentielle de 1894, son identité est tenue secrète jusqu'au dernier moment. Il reçoit 52 voix, provenant majoritairement des députés de droite. Il est battu par Jean Casimir-Perier.

## Hommages
Ayant commandé le 6e Corps d'armée de Châlons-sur-Marne, le quartier Février lui est dédié.

## Décorations
- Médaille militaire (20 octobre 1888)
- Grand-croix de la Légion d'honneur (29 décembre 1887)[3]
- Médaille commémorative de la campagne d'Italie (1859) ;
- Médaille de Crimée ;
- Ordre du Médjidié ;
- Ordre de Dannebrog.

## Biographie
- Michel Wattel et Béatrice Wattel (préf. André Damien), « Février, Victor » in  Les Grand’Croix de la Légion d’honneur : De 1805 à nos jours, titulaires français et étrangers, Paris, Archives et Culture, 2009, 701 p. (ISBN 978-2-35077-135-9).